# Copa Verde 2014
La Copa Verde 2014 è stata la 1ª edizione della Copa Verde, competizione statale riservata alle squadre delle regioni del Nord, del Centro-Ovest (tranne il Goiás) e dell'Espírito Santo
La coppa è stata vinta dal Brasília vincitore ai tiri di rigore per 7-6 contro il Paysandu dopo un risultato di parità al termine del doppio confronto.

## Formula
Le sedici squadre partecipanti si affrontano in un torneo a eliminazione diretta in gare di andata e ritorno. Il club vincitore ottiene un posto per gli ottavi di finale di Coppa Sudamericana 2015.

## Partecipanti
| Stato              | Squadra (Città)                       | Motivo qualificazione                        |
| ------------------ | ------------------------------------- | -------------------------------------------- |
| Acre               | Plácido de Castro (Plácido de Castro) | Vincitore del Campionato Acriano 2013        |
| Amapá              | Santos-AP (Macapá)                    | Vincitore del Campionato Amapaense 2013      |
| Amazonas           | Princesa do Solimões (Manacapuru)     | Vincitore del Campionato Amazonense 2013     |
| Amazonas           | Nacional-AM (Manaus)                  | 2° nel Campionato Amazonense 2013            |
| Distretto Federale | Brasiliense (Taguatinga)              | Vincitore del Campionato Brasiliense 2013    |
| Distretto Federale | Brasília (Brasilia)                   | 2° nel Campionato Brasiliense 2013           |
| Espírito Santo     | Desportiva (Cariacica)                | Vincitore del Campionato Capixaba 2013       |
| Mato Grosso        | Cuiabá (Cuiabá)                       | Vincitore del Campionato Mato-Grossense 2013 |
| Mato Grosso        | Mixto (Cuiabá)                        | 2° nel Campionato Mato-Grossense 2013        |
| Mato Grosso do Sul | CENE (Campo Grande)                   | 2° del Campionato Sul-Mato-Grossense 2013    |
| Pará               | Paysandu (Belém)                      | Vincitore del Campionato Paraense 2013       |
| Pará               | Paragominas (Paragominas)             | 2° nel Campionato Paraense 2013              |
| Pará               | Remo (Belém)                          | 3° nel Campionato Paraense 2013              |
| Rondônia           | Vilhena (Vilhena)                     | Vincitore del Campionato Rondoniense 2013    |
| Roraima            | Náutico-RR (Caracaraí)                | Vincitore del Campionato Roraimense 2013     |
| Tocantins          | Interporto (Porto Nacional)           | Vincitore del Campionato Tocantinense 2013   |

## Risultati

### Ottavi di finale
| Squadra 1            | Totale | Squadra 2   | Andata | Ritorno |
| -------------------- | ------ | ----------- | ------ | ------- |
| Náutico-RR           | 2 – 11 | Paysandu    | 2 – 7  | 0 – 4   |
| Princesa do Solimões | 3 – 2  | Santos-AP   | 1 – 0  | 2 – 2   |
| Paragominas          | 3 – 6  | Remo        | 1 – 2  | 2 – 4   |
| Plácido de Castro    | 0 – 1  | Nacional-AM | 0 – 0  | 0 – 1   |
| Brasília             | 2 – 0  | CENE        | 0 – 0  | 2 – 0   |
| Desportiva           | 1 – 2  | Cuiabá      | 0 – 0  | 1 – 2   |
| Interporto           | 0 – 5  | Brasiliense | 0 – 2  | 0 – 2   |
| Vilhena              | 5 – 3  | Mixto       | 4 – 1  | 1 – 2   |

### Quarti di finale
| Squadra 1   | Totale      | Squadra 2            | Andata | Ritorno |
| ----------- | ----------- | -------------------- | ------ | ------- |
| Paysandu    | 8 – 2       | Princesa do Solimões | 6 – 1  | 2 – 1   |
| Remo        | 3 – 3 (gfc) | Nacional-AM          | 1 – 1  | 2 – 2   |
| Brasília    | 1 – 0       | Cuiabá               | 1 – 0  | 0 – 0   |
| Brasiliense | 5 – 3       | Vilhena              | 1 – 0  | 4 – 3   |

### Semifinali
| Squadra 1 | Totale | Squadra 2   | Andata | Ritorno |
| --------- | ------ | ----------- | ------ | ------- |
| Paysandu  | 1 – 0  | Remo        | 1 – 0  | 0 – 0   |
| Brasília  | 3 – 2  | Brasiliense | 0 – 2  | 3 – 0   |

### Finale
| Squadra 1 | Totale          | Squadra 2 | Andata | Ritorno |
| --------- | --------------- | --------- | ------ | ------- |
| Paysandu  | 3 – 3 (6-7 dtr) | Brasília  | 2 – 1  | 1 – 2   |